# Silvestre Reyes
Silvestre Reyes, född 10 november 1944 i Canutillo, Texas, är en amerikansk demokratisk politiker. Han representerade delstaten Texas 16:e distrikt i USA:s representanthus 1997–2013.
Reyes gick i skola i Canutillo. Han studerade 1964–1965 vid University of Texas at Austin och 1965–1966 University of Texas at El Paso. Han deltog sedan i Vietnamkriget i USA:s armé.
Kongressledamoten Ronald D. Coleman kandiderade inte till omval i kongressvalet 1996. Reyes vann valet och efterträdde Coleman i representanthuset i januari 1997.
Reyes var ordförande i representanthusets underrättelseutskott 2007–2011.